# Pachyphytum bracteosum
Pachyphytum bracteosum — вид рослин родини Товстолистові.

## Опис
Сукулент має квітоніжку 30 см з китецею квітів з білими приквітками з рожево-червоним обідком. Квіти мають 5 пелюсток і яскраві жовті тичинки.

## Поширення та середовище існування
Зростає в Мексиці на схилах вапнякових гір між 1200—1850 мм.

## Практичне використання
Pachyphytum bracteosum вирощують як невибагливу кімнатну рослину.

## Галерея

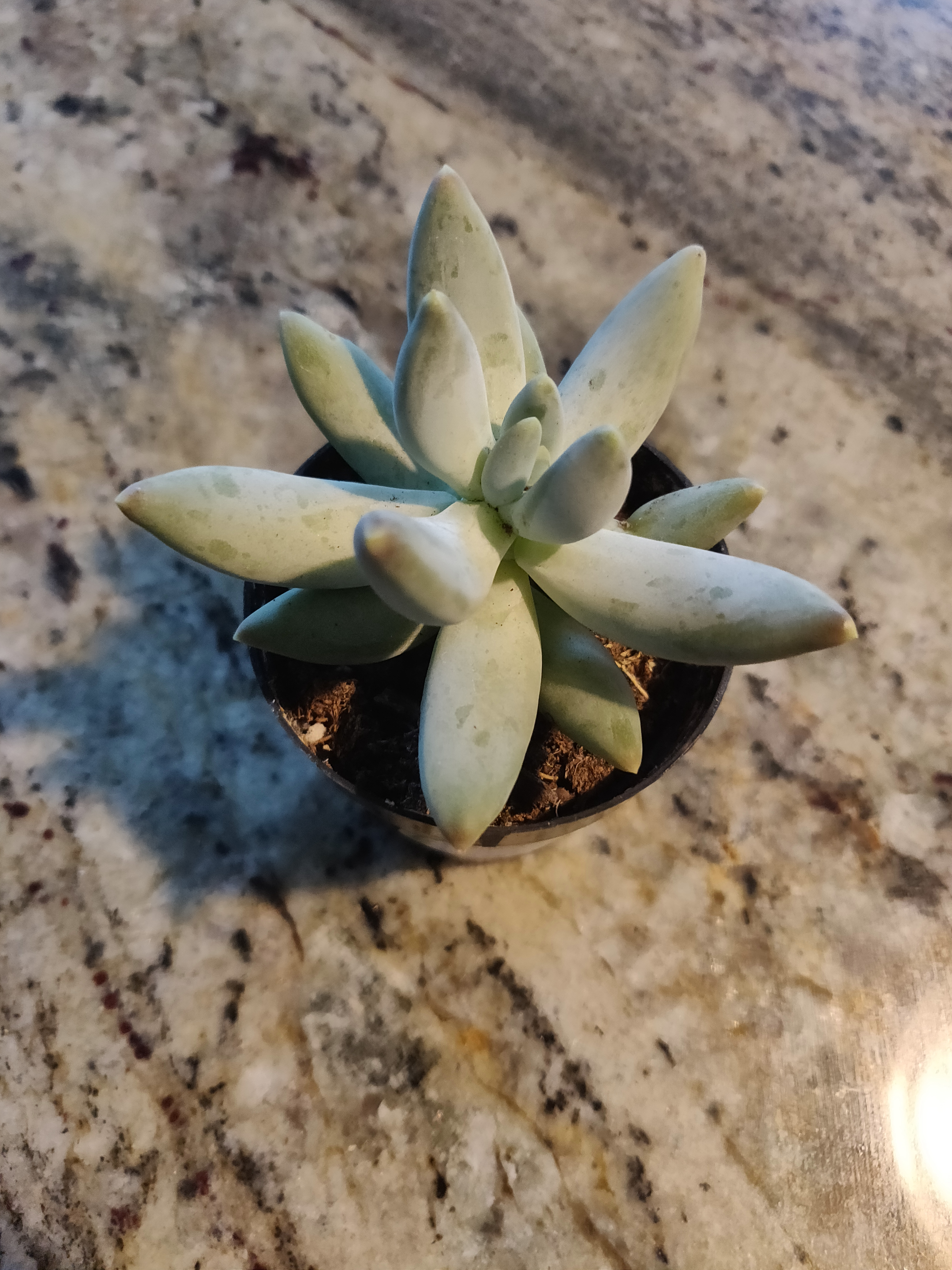
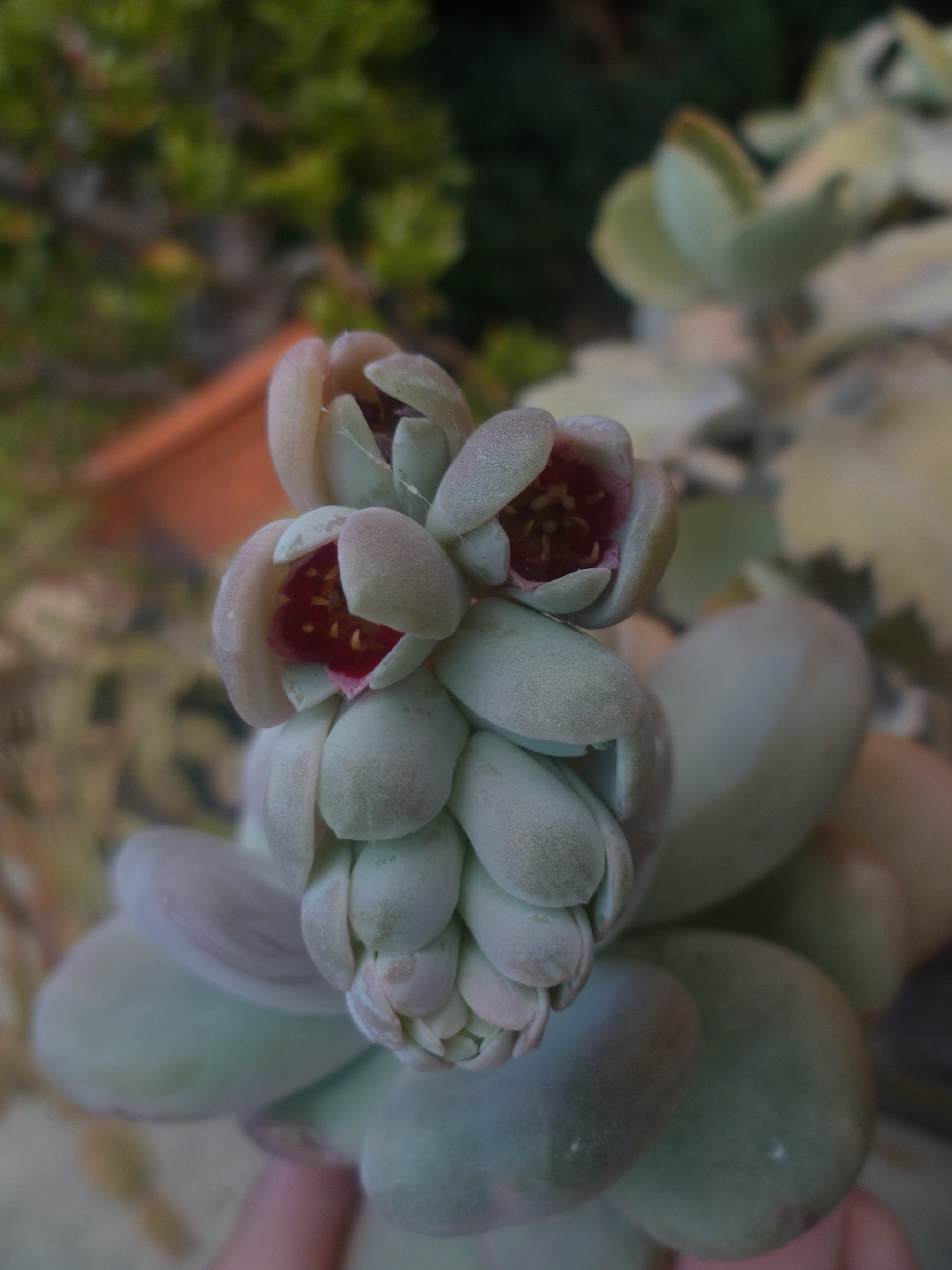